# 丸栄日産
丸栄日産（まるえいにっさん、Marue Nissan）は日本の企業である。

## 概要
丸栄日産はゴム加工の大手である。また国内唯一の糸ゴム総合メーカーでありゴム加工の技術は高い。日産自動車との関係は一切ない。

### 事業所
- 明石本社/物流倉庫
- 岩美工場
- 北陸出張所
- 東京営業所

### 関連企業
- 丸榮日産トレーディング株式会社